# کانتون ریوبرده
ریو ورد (به اسپانیایی: Cantón Rioverde) یک منطقهٔ مسکونی در اکوادور است که در استان اسمرالداس واقع شده‌است.